# Dans les angles morts
Pour plus de détails, voir Fiche technique et Distribution.
Dans les angles morts (Things Heard & Seen) est un film d'horreur américain écrit et réalisé par Shari Springer Berman et Robert Pulcini, sorti en 2021 sur Netflix. Il s'agit de l'adaptation du roman Dans les angles morts (All Things Cease to Appear) d'Elizabeth Brundage.

## Synopsis
Un jeune couple, Catherine et George Clare, quitte Manhattan pour s’installer dans une ancienne ferme dans un hameau historique de la vallée de l'Hudson. Mais très vite, ils découvrent des choses  qui se passent dans leur nouvelle maison. De plus, cela semble avoir des effets sur leur relation. Catherine découvre peu à peu l'histoire de cette maison.

## Fiche technique
- Titre original : Things Heard & Seen
- Titre français : Dans les angles morts
- Réalisation : Shari Springer Berman et Robert Pulcini
- Scénario : Shari Springer Berman et Robert Pulcini, d'après le roman Dans les angles morts (All Things Cease to Appear) d'Elizabeth Brundage
- Musique : n/a
- Direction artistique : Jonathan Mosca
- Décors : Lester Cohen
- Costumes : April Napier
- Photographie : Larry Smith
- Montage : Louise Ford et Andrew Mondshein
- Production : Anthony Bregman, Stefanie Azpiazu, Peter Cron et Julie Cohen
- Société de production : Likely Story
- Société de distribution : Netflix
- Pays d'origine :  États-Unis
- Langue originale : anglais
- Genres : horreur, thriller, drame
- Durée : 119 minutes
- Dates de sortie :
  - Monde : 29 avril 2021 (Netflix)

## Distribution
Sauf indication contraire, les informations mentionnées dans cette section peuvent être confirmées par les bases de données cinématographiques IMDb et Allociné,  présentes dans la section « Liens externes ».
- Amanda Seyfried (VF : Chloé Berthier) : Catherine Clare
- James Norton (VF : Alexis Victor) : George Clare
- Natalia Dyer (VF : Alexia Papineschi) : Willis
- Rhea Seehorn (VF : Sylvie Jacob) : Justine Sokolo
- Alex Neustaedter (VF : Aurélien Raynal) : Eddy Lucks
- Karen Allen (VF : Anne Le Youdec) : Mare Laughton
- F. Murray Abraham (VF : Féodor Atkine) : Floyd DeBeers
- Michael O'Keefe (VF : Gabriel Le Doze) : Travis Laughton
- James Urbaniak : Bram

## Production
En septembre 2019, Amanda Seyfried est annoncée dans le rôle principal d'un film écrit et réalisé par Shari Springer Berman et Robert Pulcini, et distribué par Netflix. En octobre, James Norton, Natalia Dyer, Rhea Seehorn, Alex Neustaedter et F. Murray Abraham rejoignent la distribution film.
Le tournage a lieu dans l'État de New York, notamment à New York et dans la vallée de l'Hudson, en octobre 2019.